# Palacio de los Cuadrilleros
El palacio de los Cuadrilleros se encuentra en la localidad de Palazuelo de Vedija (provincia de Valladolid).

## Descripción
Interesante ejemplo de arquitectura palacial, se trata de una construcción barroca clasicista del siglo XVII, situada en la plaza Mayor de Palazuelo de Vedija. En la actualidad es sede del Ayuntamiento.
El edificio, rigurosamente simétrico, se organiza en torno a un patio porticado con columnas de piedra y arcos de medio punto en la planta baja y 
galería perimetral en la planta superior.
La fachada principal se estructura en dos cuerpos, sobre zócalo: el inferior de sillería y el superior de ladrillo.
Ostenta los escudos del linaje de los Cuadrilleros.